# Loreto (Santiago del Estero)
Pour les articles homonymes, voir Loreto.
Loreto est une ville et le chef-lieu du département homonyme, dans la province de Santiago del Estero en Argentine.
Le 10 décembre s'y tiennent les fêtes patronales en l'honneur de la sainte-patronne de la ville, la vierge de Loreto.